# Aliveroviće
Aliveroviće (izvirno srbsko Аливеровиће) je naselje v Srbiji, ki upravno spada pod Občino Sjenica; slednja pa je del Zlatiborskega upravnega okraja.

## Demografija
V naselju živi 103 polnoletnih prebivalcev, pri čemer je njihova povprečna starost 29,8 let (30,8 pri moških in 29,0 pri ženskah). Naselje ima 25 gospodinjstev, pri čemer je povprečno število članov na gospodinjstvo 6,28.
Po podatkih popisa iz leta 2002 večino prebivalstva predstavljajo Bošnjaki.
|  |

| Demografija | Demografija     | Demografija     |
| Leto        | Št. prebivalcev | Št. prebivalcev |
| ----------- | --------------- | --------------- |
|             |                 |                 |
|             |                 |                 |
|             |                 |                 |
|             |                 |                 |
| 1948        | 129             |                 |
| 1953        | 136             |                 |
| 1961        | 134             |                 |
| 1971        | 134             |                 |
| 1981        | 139             |                 |
| 1991        | 157             | 157             |
| 2002        | 183             | 157             |
|             |                 |                 |

| Etnična sestava po popisu iz leta 2002 | Etnična sestava po popisu iz leta 2002 | Etnična sestava po popisu iz leta 2002 | Etnična sestava po popisu iz leta 2002 | Etnična sestava po popisu iz leta 2002 |
| -------------------------------------- | -------------------------------------- | -------------------------------------- | -------------------------------------- | -------------------------------------- |
| Bošnjaki                               | Bošnjaki                               |                                        | 154                                    | 98,08%                                 |
| Neznano                                | Neznano                                |                                        | 3                                      | 1,91%                                  |